# Себба
Себба (фр. Sebba) — місто і міська комуна в Буркіна-Фасо, в області Сахель. Адміністративний центр провінції Яга.
Розташоване у східній частині країни, недалеко від кордону з Нігером, на висоті 235 м над рівнем моря.
Населення міської комуни (департаменту) за даними перепису 2006 року становить 31 938 человік. Населення самого міста Себба налічує 4259 осіб. Крім власне міста Себба міська комуна включає ще 18 сіл.